# Spookyfish
Spookyfish is de 28e aflevering van Comedy Centrals animatieserie South Park. De aflevering werd voor het eerst uitgezonden op 28 oktober 1998 en was de Halloweenspecial van dat seizoen. De 'spooky' sfeer wordt in deze aflevering gecreëerd door afbeeldingen van Barbra Streisand in de hoeken van het scherm, gecombineerd met de tekst 'spooky vision'.

## Verhaal
Het is bijna Halloween in South Park en Cartman heeft gespijbeld, maar verschijnt bij de bushalte met een ringbaardje en gedraagt zich vreemd inschikkelijk en behulpzaam. Hij zegt dat hij voor zijn moeder heeft gezorgd, die griep heeft. Even later, wanneer Stan en Kyle hem weer ontmoeten om een pompoen te gaan kopen, is hij weer zijn normale opstandige zelf. Gedurende de episode wisselt Cartman tussen deze twee gedaanten.
Ondertussen komt Stan thuis, waar zijn moeder Sharon hem vertelt dat zijn 'Tante Flo' voor haar 'maandelijkse bezoek' is gearriveerd. Zij heeft een goudvis voor Stan meegenomen. Stan heeft direct een hekel aan het beestje, omdat deze hem constant aanstaart, maar hij moet de goudvis van zijn moeder toch op zijn kamer zetten. De vis blijft hem tijdens de nacht aanstaren, en hoewel de vis in eerste instantie niet uitgesproken kwaadaardig lijkt, begint hij boodschappen als 'KILL' en 'You are next' te schrijven en verschijnen er onbekende lijken in de kamer van Stan. Sharon, die denkt dat Stan de moorden heeft begaan, begraaft alle lijken in de tuin, terwijl ze langzaam haar verstand verliest. Als Officer Barbrady navraag komt doen naar vermiste personen, ontvoert Sharon hem en knevelt hem, ontdaan van zijn broek, in de kelder.
De jongens hebben intussen ontdekt dat de twee gedaantes van Cartman twee verschillende personen zijn en volgens Chef is de nieuwe Cartman afkomstig uit een 'kwaadaardig parallel universum', waar iedereen het tegenovergestelde is van de echte wereld. Realiserend dat de goudvis van Stan uit hetzelfde universum afkomstig moet zijn, besluiten ze het dier terug te brengen naar de 'Ancient Indian Burial Ground Pet Store'. Echter, nog voor dat ze kunnen vertrekken, wordt Kenny vermoord door de goudvis.
Wanneer de drie jongens de dierenwinkel vinden, blijkt dit een portaal naar het kwaadaardige universum te bevatten. De eigenaar van de winkel heeft schijnbaar lijken opgegraven uit de heilige grond en geürineerd op de overblijfselen, waardoor de dieren die verkocht worden beïnvloed worden. Als de jongens de vis hebben ingeleverd bij de eigenaar van de dierenwinkel en de winkel verlaten, verschijnen uit het portaal Stan en Kyle van het kwaadaardige universum, beiden met een ringbaardje. Zij zijn ook het tegenovergestelde van de Stan en Kyle uit de echte wereld en dus wreed. Zij zoeken 'evil' Cartman, om hem mee terug te nemen naar het parallelle universum, ondertussen de kwaadaardige dieren in de winkel bevrijdend. Deze dieren zullen even later een bloedbad aanrichten onder de onwetende inwoners van South Park. De originele Cartman helpt de twee 'evil' jongens de 'evil' Cartman te vinden.
De 'evil' Stan en Kyle beschikken over een 'gingification gun', die dingen naar het parallelle universum kan transporteren. Stan weet het wapen te pakken te krijgen en transporteert de twee klonen naar het parallelle universum. Hij en Kyle besluiten met het wapen de originele Cartman, die in feite meer kwaadaardig is dan zijn 'evil' kloon, te transporteren, maar als Cartman dit merkt, gaat hij in gevecht met zijn kloon, waarbij hij de ringbaard afrukt. Kyle en Stan zijn in verwarring gebracht en weten niet welke Cartman ze moeten teleporteren. Een van de Cartmans merkt op dat Stan beiden moet transporteren, voor de zekerheid. Denkend dat dit de kloon-Cartman is die ze willen behouden, teleporteert hij de andere Cartman. Helaas blijkt dat dit een verkeerde keus is geweest: de echte Cartman wist dat de jongens voor deze truc zouden vallen.

## Kenny's dood
Kenny wordt gedood door de 'evil' goudvis van Stan, door hem in de kom te zuigen en hem te centrifugeren. Na de dood van Kenny komen ratten van alle kanten op het lijk af.

## Culturele verwijzingen
- Het kwaadaardig universum is gebaseerd op de episode Mirror, Mirror uit Star Trek: The Original Series.
- Kenny's moeder die probeert Stan te overtuigen de moord op Kenny toe te geven verwijst naar eenzelfde scène uit de film The Bad Seed uit 1956.

## Trivia
- De ringbaard wordt vaker gebruikt voor het onderscheiden van het goede en evil twin. Dit is ook gebaseerd op de bovengenoemde episode van Star Trek: The Original Series.